# Grays Athletic FC
Grays Athletic FC is een Engelse voetbalclub uit Grays, Essex.
De club werd opgericht in 1890 en was een van de medeoprichters van de Athenian League in 1912, waar tot aan de Eerste Wereldoorlog gespeeld werd. In 1945 was de club ook medeoprichter van de Corinthian League, die men dat seizoen meteen won. In 1958 keerde de club terug naar de Athenian League.
Van 1983 tot 2004 speelde de club in de Isthmian League en in 2004/05 was de club medeoprichter van de Conference South, een nieuwe divisie tussen de Isthmian League en de Conference National. Grays won meteen de titel en haalde ook de FA Trophy binnen. In de Conference National liep het ook vlot en de club leek naar een tweede opeenvolgende titel af te stevenen, maar eindigde uiteindelijk derde. In de play-offs om promotie verloor men tegen Halifax Town. De FA Trophy werd wel opnieuw binnengehaald in de finale tegen Woking FC.

## Erelijst
- FA Trophy
  - 2005, 2006
- Essex Senior Cup
  - 1914/15, 1920/21, 1922/23, 1944/45, 1956/57, 1987/88, 1993/94 & 1994/95
- Essex Senior Trophy
  - 1998/99

## Bekende (ex-)spelers
- Gary Hooper
- Ian Selley
- Fabian Wilnis